# Rhodos
Rhodos (Ρόδος) är en ö i Grekland som tillhör de så kallade Tolvöarna, där den är den sydostligaste och största ön. På Rhodos fanns kolossen på Rhodos, ett av världens sju underverk. Ön har en yta på 1 398 km², och är därmed ungefär lika stor som Öland. Namnet Rhodos kommer av det antika grekiska ordet för ros (Rhódon).

## Geografi

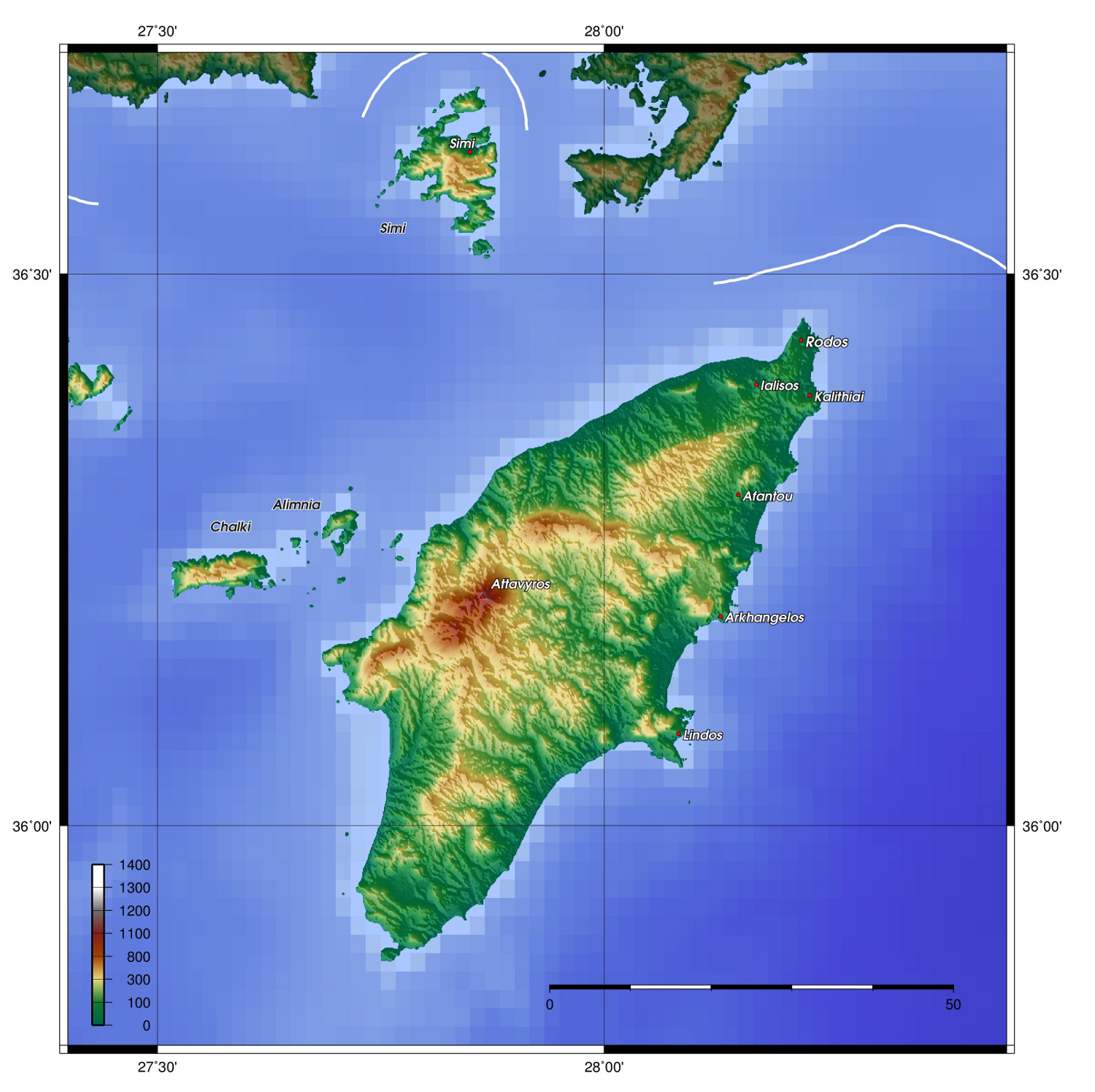
Rhodos topografi.

Ön Rhodos är formad som en spjutspets, 79 km lång och 38 km bred med en total yta på ungefär 1400 km² och en kuststräcka på ungefär 220 km. Staden Rhodos är belägen på öns nordliga spets och utgör platsen för den antika och moderna handelshamnen. Huvudflygplatsen (Diagoras internationella flygplats; IATA-kod: RHO) ligger 14 km sydväst om staden, i Paradisi.
Rhodos flora och fauna är mer lik den i Anatolien än resten av Grekland. Inlandet på ön är bergigt med liten befolkning och är täckt av tall (Pinus brutia) och cypress (Cupressus sempervirens). Ön är hem för den rhodiska dovhjorten. I Petaloudesdalen ("Fjärilsdalen") samlas under sommaren många björnspinnare. Berget Attavyros är med sina 1 216 meter öns högsta punkt. Även om en del av stränderna är steniga har ön många områden där citrusträd, vindruvor, grönsaker, oliver och annat odlas.
Turism är öns största näringsgren.

### Jordbävningar
Rhodos har upplevt ett flertal allvarliga jordbävningar. De största är den av år 226 f.Kr. som förstörde Kolossen på Rhodos, den av 3 maj 1481 som förstörde stora delar av staden Rhodos, och den som skedde 26 juni 1926. 
Den 15 juli 2008 slog en jordbävning med magnituden 6,3 på richterskalan till mot ön. Endast mindre skador drabbade några gamla hus. En kvinna omkom när hon föll ned för trappan då hon försökte fly från sitt hem.

### Klimat
Rhodos har ett tempererat medelhavsklimat, med långa, varma somrar och korta, milda vintrar. De kallaste månaderna är januari och februari, med en medeltemperatur på 12°C, medan de varmaste är juli och augusti, med en medeltemperatur på 26°C.

## Historia

### Antiken

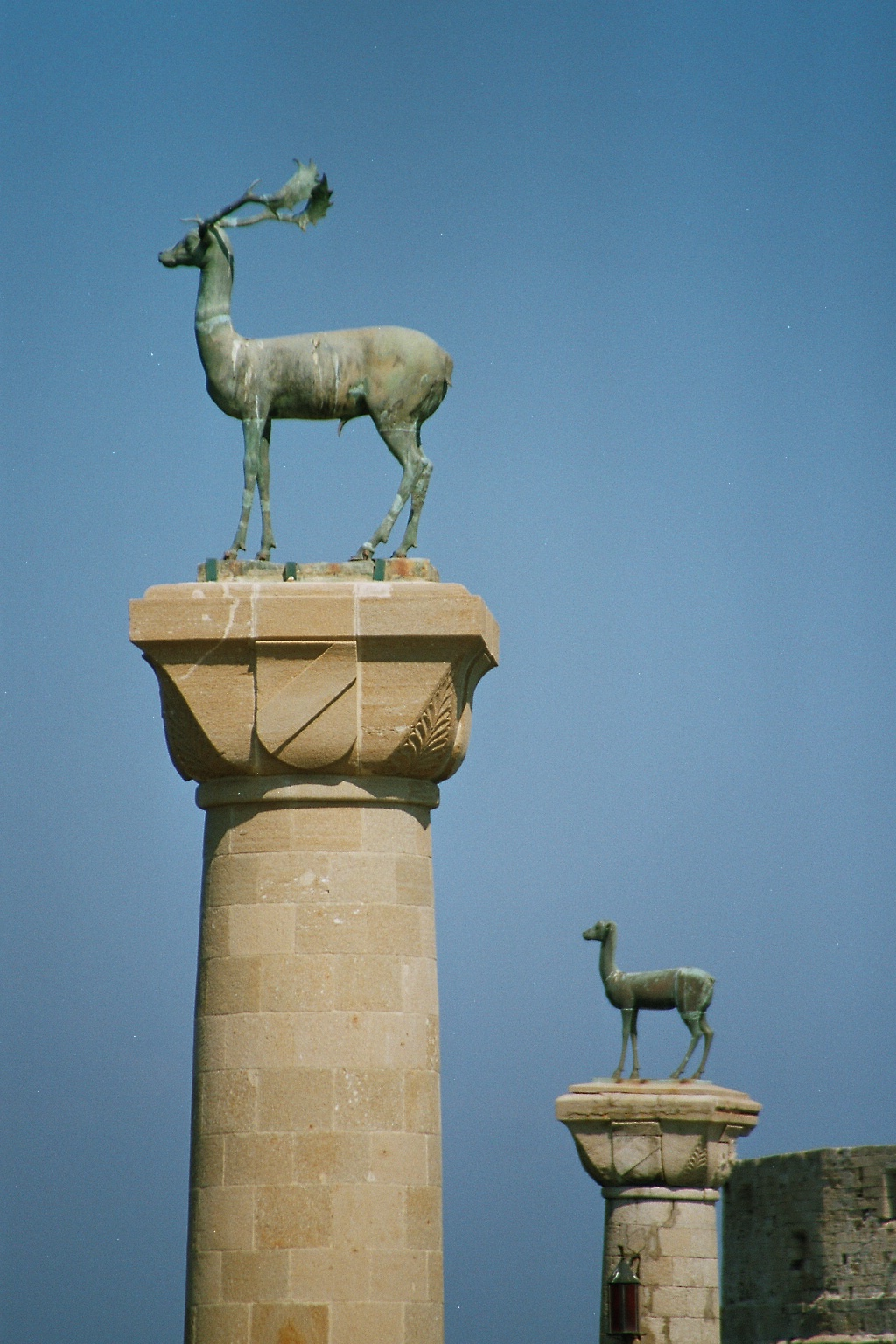
Rådjursstayer i Mandrakihamnen, där Kolossen en gång kan ha stått

Ön var befolkad redan under den neolitiska perioden, även om väldigt lite från den tiden finns kvar. Under 1500-talet f.Kr. kom minoer till Rhodos. Senare grekisk mytologi kallade folket på Rhodos för "Telchiner" och associerade Rhodos med Danaos; ibland kallades även ön "Telchinis". Under 1400-talet f.Kr. invaderade akajerna. Det var inte förrän 1100-talet f.Kr., då dorerna kom, som det riktigt började hända någonting på ön. Det var dorerna som senare byggde de tre viktiga städerna Lindos, Ialysos och Kameiros, som tillsammans med Kos, Knidos och Halikarnassos (på fastlandet) bildade det så kallade "Doriska Hexapolis".
I Pindaros ode sägs ön vara född genom föreningen mellan Helios (solguden) och nymfen Rhode och städerna var döpta efter deras tre söner. "Rhoda" är en rosa hibiskus som kommer från ön. Diodoros Siculus tillade att Aktis, en av Helios och Rhodes söner, reste till Egypten där han byggde staden Heliopolis och lärde egyptierna astrologi.
Perserna invaderade ön, men efter deras nederlag mot styrkorna från Aten år 478 f.Kr. gick städerna med i det attiska sjöförbundet. När det peloponnesiska kriget utbröt år 431 f.Kr. var Rhodos i stort sett neutralt men behöll sitt medlemskap i sjöförbundet. Kriget pågick till 404 f.Kr. men vid den tiden hade Rhodos helt dragit sig ur konflikten och gått sin egen väg.
År 408 f.Kr. bestämde sig städerna att bilda en stat och byggde en ny huvudstad på den norra delen av ön, Rhodos. Byggnadsarbetet leddes av den atenska arkitekten Hippodamos. Det peloponnesiska kriget hade dock försvagat hela den grekiska kulturen och år 357 f.Kr. intogs ön av Mausollos av Karien och föll sedan till perserna 340 f.Kr. Även deras styre var kort och till befolkningens lättnad blev Rhodos en del av Alexander den stores växande imperium efter att han år 332 f.Kr. besegrade perserna.
Efter Alexanders död slogs hans generaler om makten över imperiet. Tre av dem, Ptolemaois, Seleukos och Antigonos, lyckades dela landet mellan sig. Rhodos skapade starka kommersiella och kulturella band med Ptolemaios i Alexandria, och tillsammans bildade de den rhodisk-egyptiska alliansen, som kontrollerade handeln i hela Egeiska havet under resten av 300-talet f.Kr. Staden utvecklades till ett centrum för sjöfart, handel och kultur och dess mynt cirkulerade runt hela Medelhavet. De kända skolorna för filosofi, vetenskap, litteratur och retorik delade mästare med Alexandria, bland andra astronomen Hipparchos. Skolornas skulptörer utvecklare en egen stil kallad den hellenistiska barocken.
År 305 f.Kr. beordrade Antigonos sin son Demetrios att belägra Rhodos för att försöka bryta öns allians med Egypten. Demetrios byggde jättelika belägringsvapen, bland annat en 55 meter hög murbräcka och ett belägringstorn kallat Helepolis som vägde 163 ton. Trots detta gav han upp sina försök efter ett år och skrev på ett fredsavtal, samtidigt som han lämnade kvar ett stort lager av militär utrustning. Befolkningen på Rhodos sålde utrustningen och använde pengarna till att resa en staty av deras solgud, Helios, statyn känd som Kolossen på Rhodos.
År 164 f.Kr. skrev Rhodos på ett avtal med Rom och blev ett utbildningscentrum för den romerska överklassen. Till en början var staten en viktig bundsförvant till Rom och fick många privilegier, som senare förlorades. Gaius Cassius Longinus invaderade till sist ön och plundrade staden.
Under det första århundradet e.Kr. tillbringade kejsaren Tiberius en kort tid i exil på ön och Paulus tog kristendomen till ön. Rhodos nådde sin höjdpunkt under 200-talet och ansågs då som den mest civiliserade och den vackraste staden i hela Antikens Grekland (Hellas). År 395 började den långa perioden av Bysantinska imperiet på Rhodos, när det romerska imperiet delades. Fastän Rhodos var en del av det bysantinska riket attackerades det flera gånger av olika styrkor. Det ockuperades av muslimska styrkor under Muawiya I år 672 och återtogs för den bysantinska kejsaren Alexios I Komnenos under det första korståget.

### Medeltiden

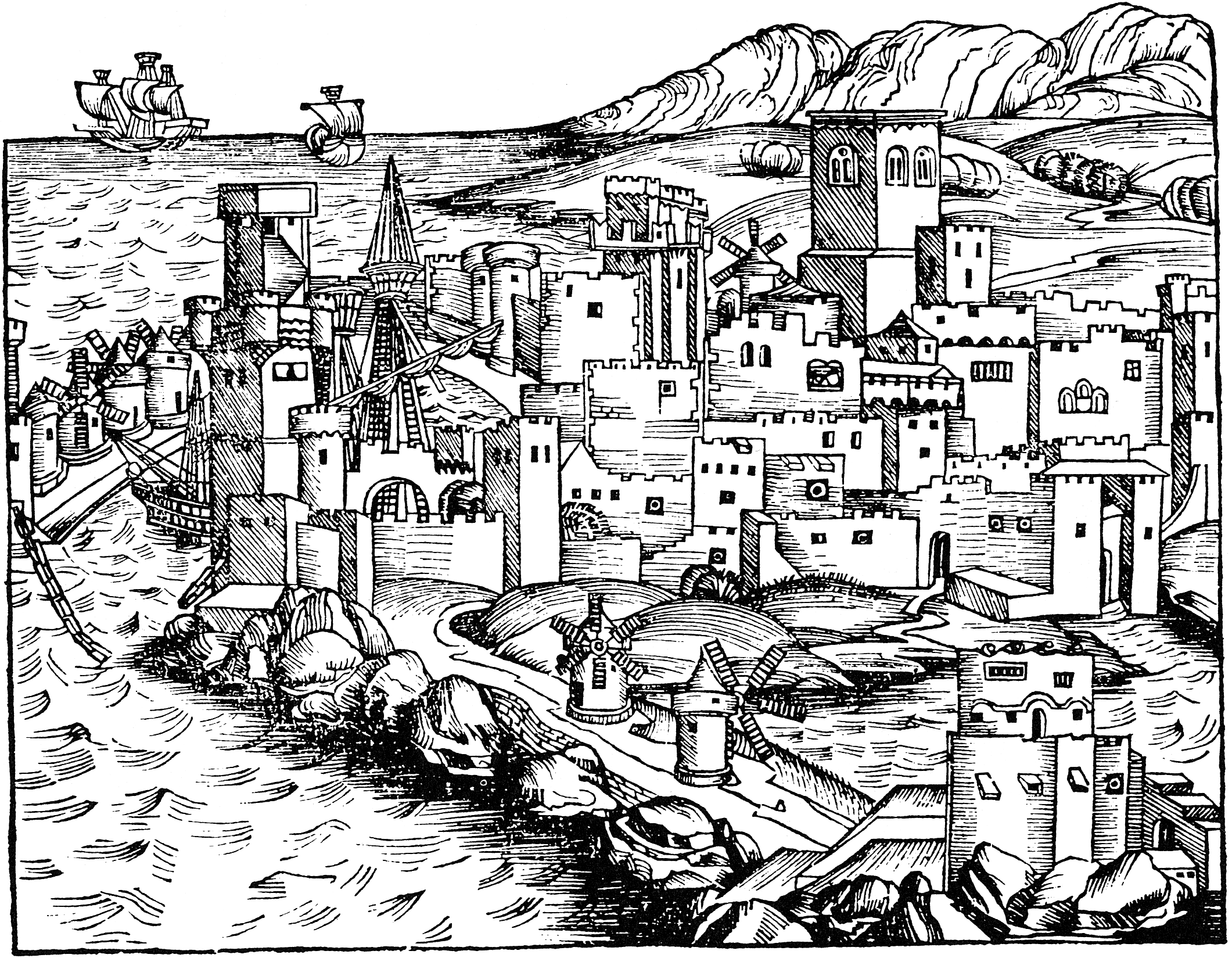
Staden Rhodos - träsnitt i Hartmann Schedels krönika (1493)

År 1309 kom den bysantinska eran till ett slut när ön ockuperades av johanniterriddarna, senare kända som malteserorden. Under styret av vad som kallades "riddarna av Rhodos" byggdes staden om enligt det europeiska medeltida idealet. Många av stadens kända monument byggdes under denna period.
De starka murarna som riddarna hade byggt motstod attacker från sultanen av Egypten år 1444 och den osmanske sultanen Mehmet II år 1480. Till slut föll dock Rhodos efter en mångårig belägring av Süleyman I i december 1522. De få överlevande riddarna tilläts retirera till Kungariket Sicilien. Riddarna flyttade senare sin bas till Malta. Rhodos var sedan en del av det osmanska riket i nästan 400 år.

### Modern historia
I februari 1840 uppstod falska anklagelser mot judarna på ön för att ha begått ritualmord på en kristen pojke. Mycket av Stormästarpalatset förstördes när det turkiska krutförrådet exploderade 1856 men återuppbyggdes senare.
1912 erövrade Italien Rhodos från Turkiet i samband med det Italiensk-turkiska kriget. 1948 enades Rhodos tillsammans med de andra öarna i Dodekanisos med Grekland. 1949 skrev Israel på en vapenvila med Egypten, Jordanien, Libanon och Syrien på Rhodos.
Rhodos hamn:
Rhodos panorama:

## Arkeologi
I antikens tid var Rhodos hem för ett av världens sju underverk – Kolossen på Rhodos. Den jättelika bronsstatyn stod i hamnen och färdigställdes år 280 f.Kr. men förstördes senare i en jordbävning år 224 f.Kr. Inga spår av statyn finns kvar idag. Var statyn egentligen var placerad är fortfarande omtvistat. Vissa säger hamnen men då grekerna tidigt fokuserade på former och symmetri torde kolossen nästan stått i split med benen om höjden var de 55 meter som arkeologerna funnit nedskrivet på gamla ark och bredden på hamnen varit de 16 meter som också finns nedskrivet. Att stå så är varken naturligt för en mänsklig kropp och eller speciellt symmetriskt. Mer troligt är det dock att statyn antingen stått på Monte Smith-berget eller vid stormästarens palats.

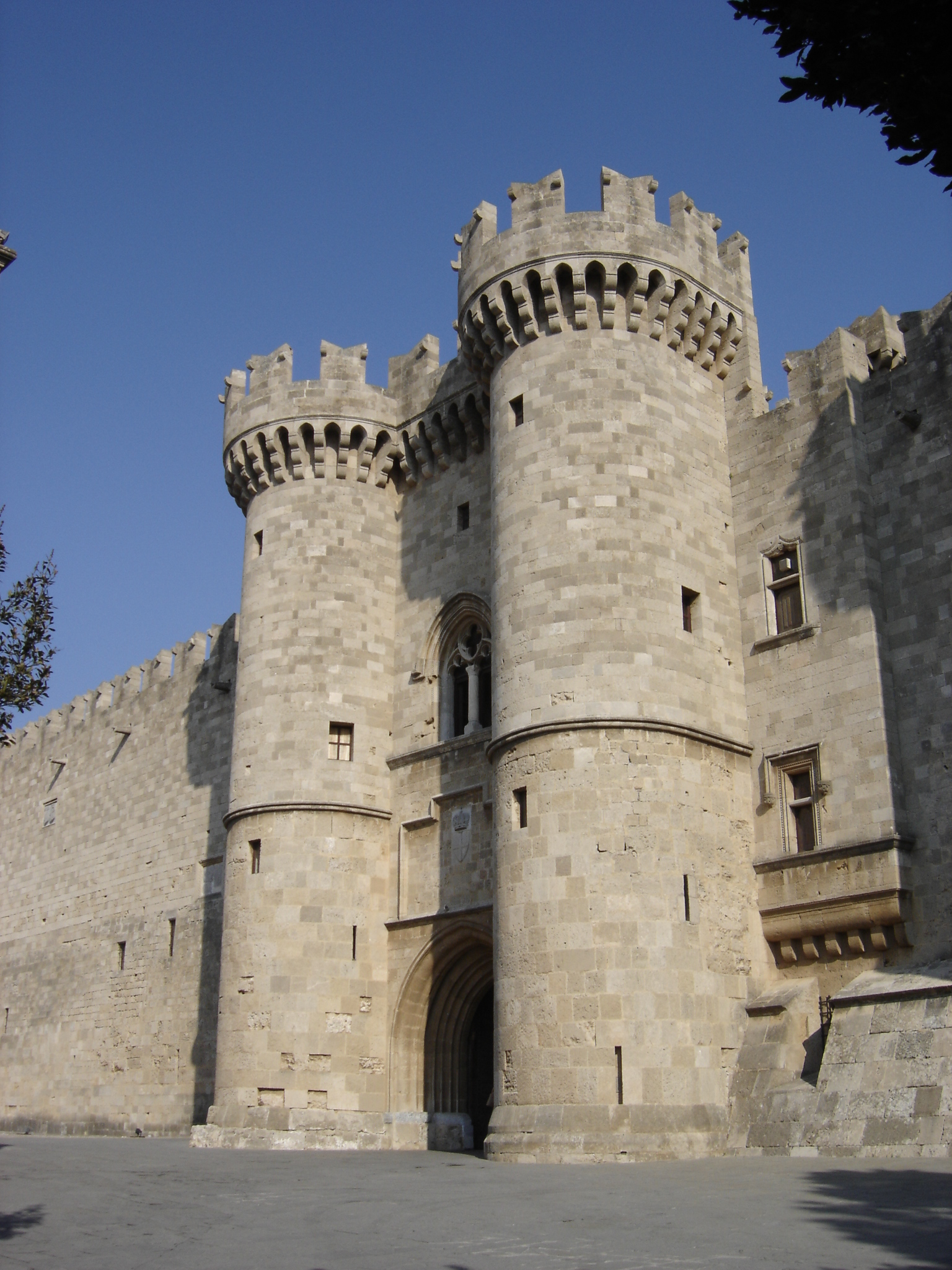
"Stormästarens palats" - Rhodos.

Historiska platser på ön är bland andra Akropolis i Lindos, Akropolis på Rhodos, Apollontemplet, de gamla städerna Ialysos och Kameiros, Guvernörens palats, Rhodos gamla stad (med medeltida ringmur).

## Religion
Den största religionen är grekisk-ortodox, men det finns även en stor katolsk minoritet på ön, många som är ättlingar till de italienare som stannade kvar på ön efter den italienska kolonin (Italiensk-turkiska kriget). Till skillnad från många andra grekiska öar har Rhodos efter det osmanska imperiets tid på ön en muslimsk minoritet.
De flesta judarna mördades underFörintelsen. Huvudsynagogan, Kahal Shalom, är den äldsta synagogan i Grekland och står fortfarande i de judiska kvarteren i Rhodos gamla stad. Den har renoverats med hjälp av utländska donationer men då det är få helårsbosatta judar hålls det ett fåtal ceremonier.

## Administration
Rhodos är huvudstad i Dodekanisos och den mest befolkade ön i den sydegeiska regionen.

### Administrativa enheter
Ön är uppdelad i 10 kommuner:
| Kommun      | Befolkning | Plats       | Kommundelar                                                                                     | Postnummer |
| ----------- | ---------- | ----------- | ----------------------------------------------------------------------------------------------- | ---------- |
| Afantou     | 6 712      | Afantou     | Afantou, Kolympia, Archipoli                                                                    | 851 03     |
| Archangelos | 7 779      | Archangelos | Archangelos, Malona, Charaki, Massari                                                           | 851 02     |
| Attavyros   | 2 635      | Empona      | Empona, Kritinia, Monolithos, Sianna, Ag. Isidoros                                              | 851 09     |
| Ialysos     | 10 107     | Ialysos     | Ialysos                                                                                         | 851 01     |
| Kallithea   | 10 251     | Kalythies   | Kalythies, Koskinou, Faliraki, Psinthos                                                         | 851 05     |
| Kameiros    | 5 145      | Soroni      | Soroni, Apollona, Dimylia, Kalavarda, Platania, Salakos, Fanes                                  | 851 06     |
| Lindos      | 3 633      | Lindos      | Lindos, Kalathos, Laerma, Lardos, Pylona                                                        | 851 07     |
| Petaloudes  | 12 133     | Kremasti    | Kremasti, Pastida, Maritsa, Paradeisi, Theologos, Damatria                                      | 851 04     |
| Rhodos      | 54 000     | Rhodos stad | Rhodes City                                                                                     | 851 00     |
| Sydrhodos   | 4 313      | Gennadi     | Gennadi, Apolakkia, Arnitha, Askleipio, Vati, Istrios, Kattavia, Lachania, Mesanagros, Profylia | 851 09     |

### Städer och byar
Rhodos har 43 städer och byar:
| Stad/By     | Befolkning | Kommun      | Stad/By        | Befolkning | Kommun     |
| ----------- | ---------- | ----------- | -------------- | ---------- | ---------- |
| Rhodos      | 80 000     | Rhodes      | Gennadi        | 655        | Sydrhodos  |
| Ialysos     | 15 000     | Ialysos     | Salakos        | 607        | Kamiros    |
| Afantou     | 5 933      | Afantou     | Kritinia       | 606        | Attavyros  |
| Kalythies   | 5 861      | Kallithea   | Kattavia       | 590        | Sydrhodos  |
| Archangelos | 5 752      | Archangelos | Dimylia        | 515        | Kamiros    |
| Kremasti    | 4 585      | Petaloudes  | Kalavarda      | 512        | Kamiros    |
| Koskinou    | 3 224      | Kallithea   | Pylona         | 504        | Lindos     |
| Paradeisi   | 2 646      | Petaloudes  | Istrios        | 485        | Sydrhodos  |
| Pastida     | 1 803      | Petaloudes  | Damatria       | 477        | Petaloudes |
| Maritsa     | 1 766      | Petaloudes  | Laerma         | 446        | Sydrhodos  |
| Empona      | 1 451      | Attavyros   | Apolakkia      | 415        | Sydrhodos  |
| Soroni      | 1 236      | Kamiros     | Platania       | 383        | Kamiros    |
| Lardos      | 1 212      | Lindos      | Kalathos       | 380        | Lindos     |
| Psinthos    | 1 166      | Kallithea   | Lachania       | 341        | Sydrhodos  |
| Malona      | 1 096      | Archangelos | Monolithos     | 334        | Attavyros  |
| Lindos      | 1 091      | Lindos      | Mesanagros     | 330        | Sydrhodos  |
| Apollona    | 997        | Kamiros     | Profilia       | 326        | Sydrhodos  |
| Massari     | 931        | Archangelos | Arnitha        | 310        | Sydrhodos  |
| Fanes       | 895        | Kamiros     | Sianna         | 244        | Attavyros  |
| Theologos   | 856        | Petaloudes  | Vati           | 188        | Sydrhodos  |
| Archipoli   | 779        | Afantou     | Agios Isidoros |            | Attavyros  |
| Askleipio   | 673        | Sydrhodos   |                |            |            |

## Ekonomi
Ekonomin är inriktad på turism och den mest utvecklade sektorn är tjänstesektorn. Småindustrier importerar råmaterial för produktion till den lokala marknaden. Andra verksamheter är produktion av jordbruksvaror, kreatursuppfödning, fiske och vintillverkning.

## Bilder

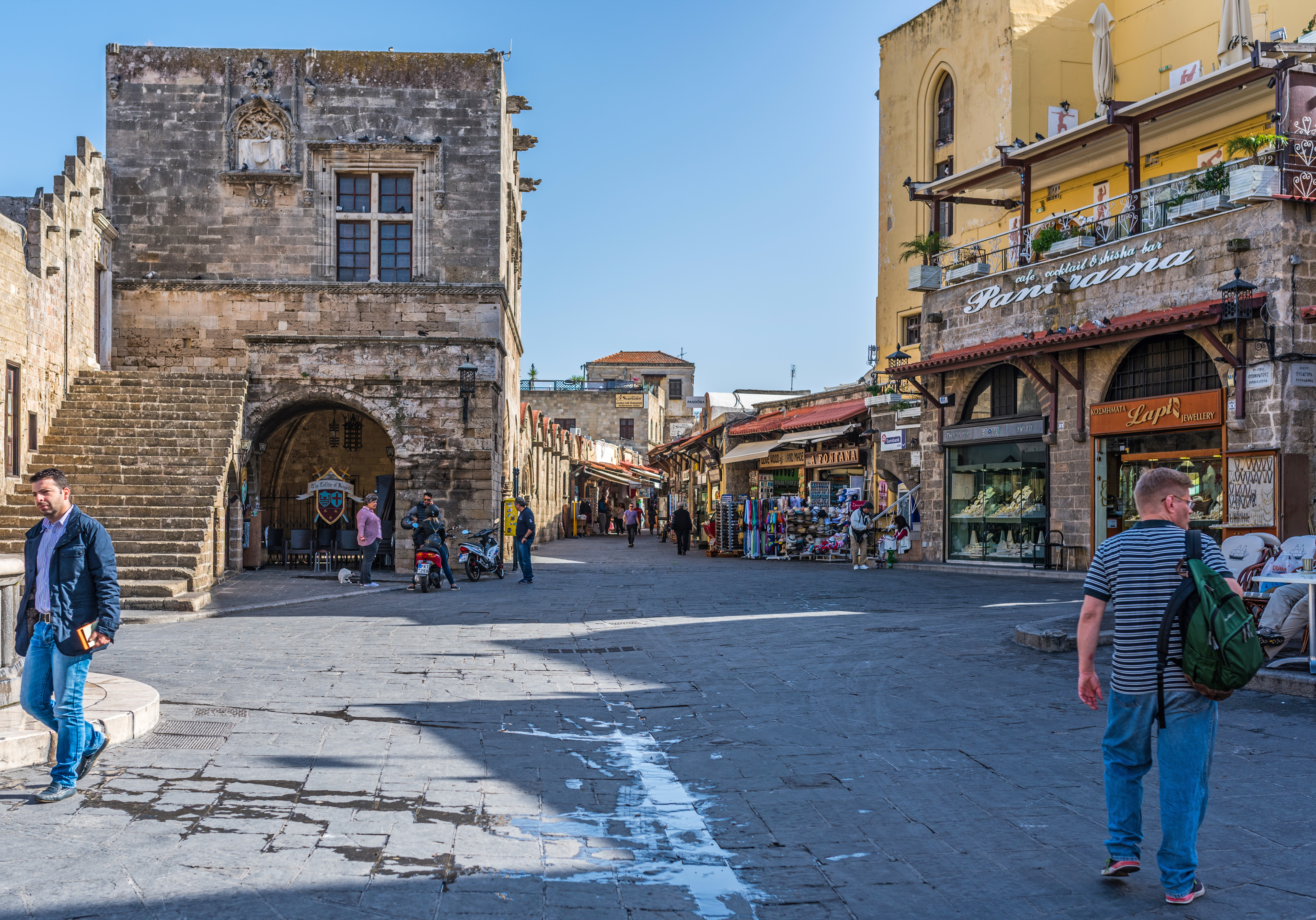
Rhodos
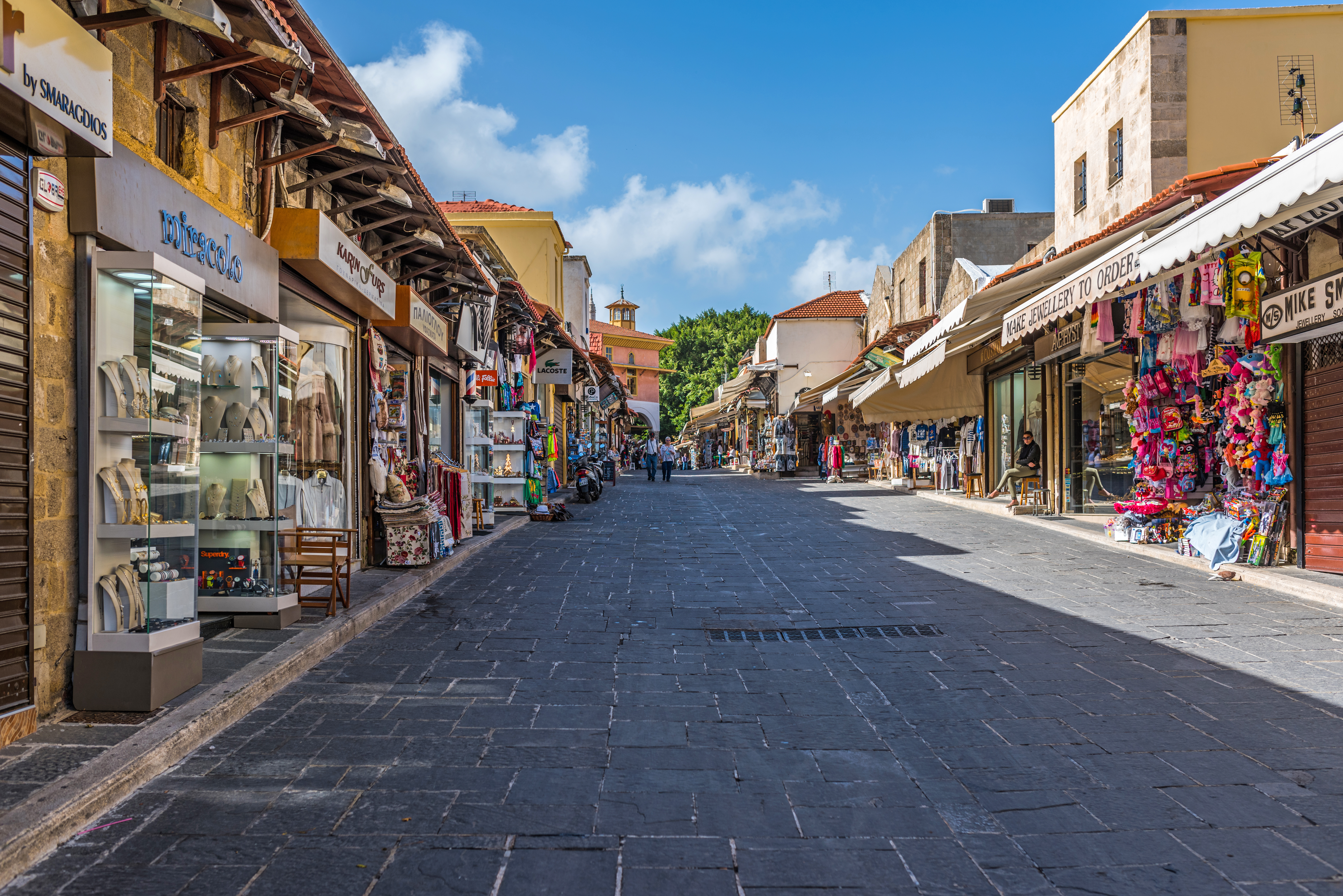
Rhodos
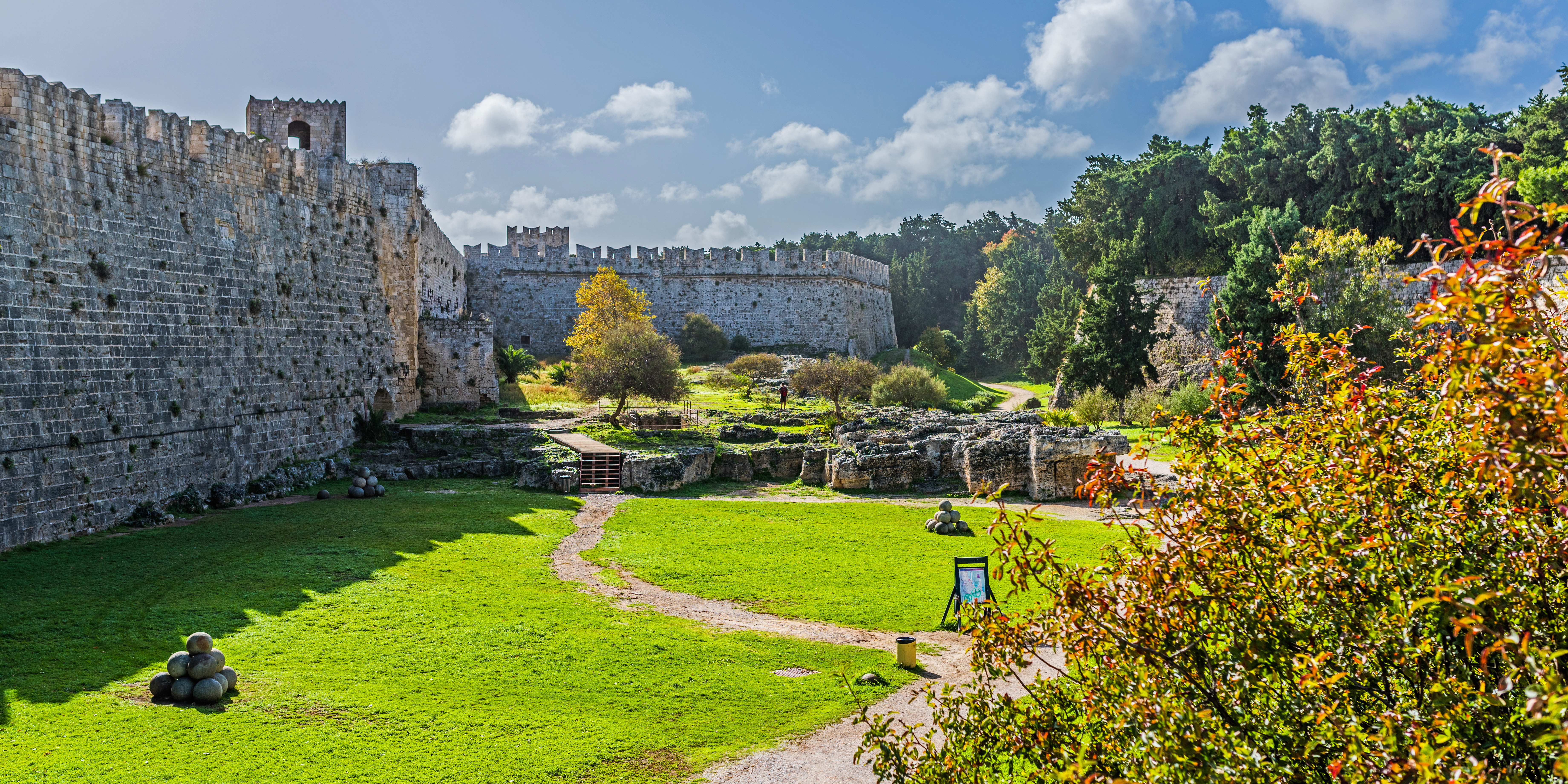
Stormästarens palats i Rhodos
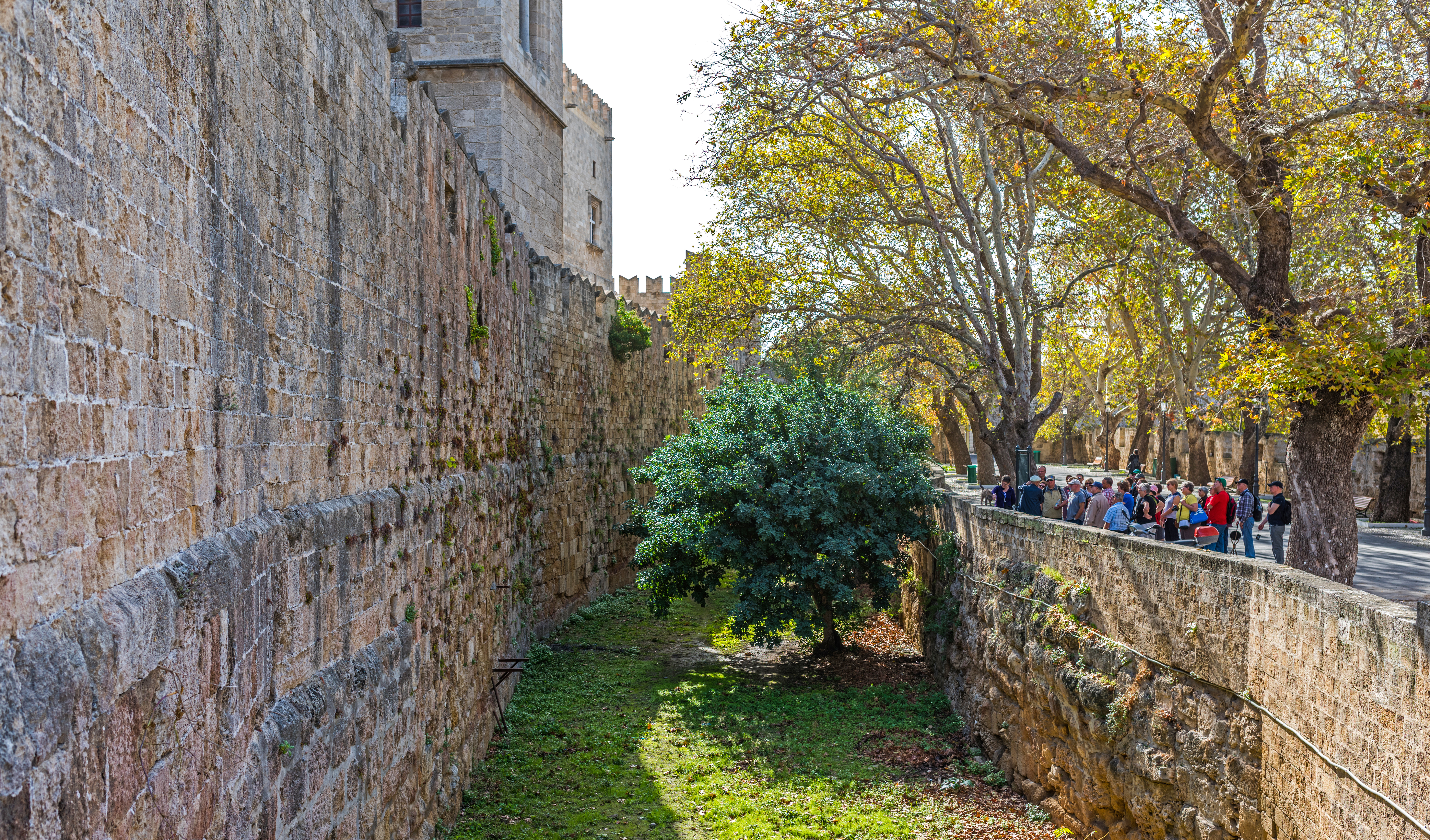
Stormästarens palats i Rhodos
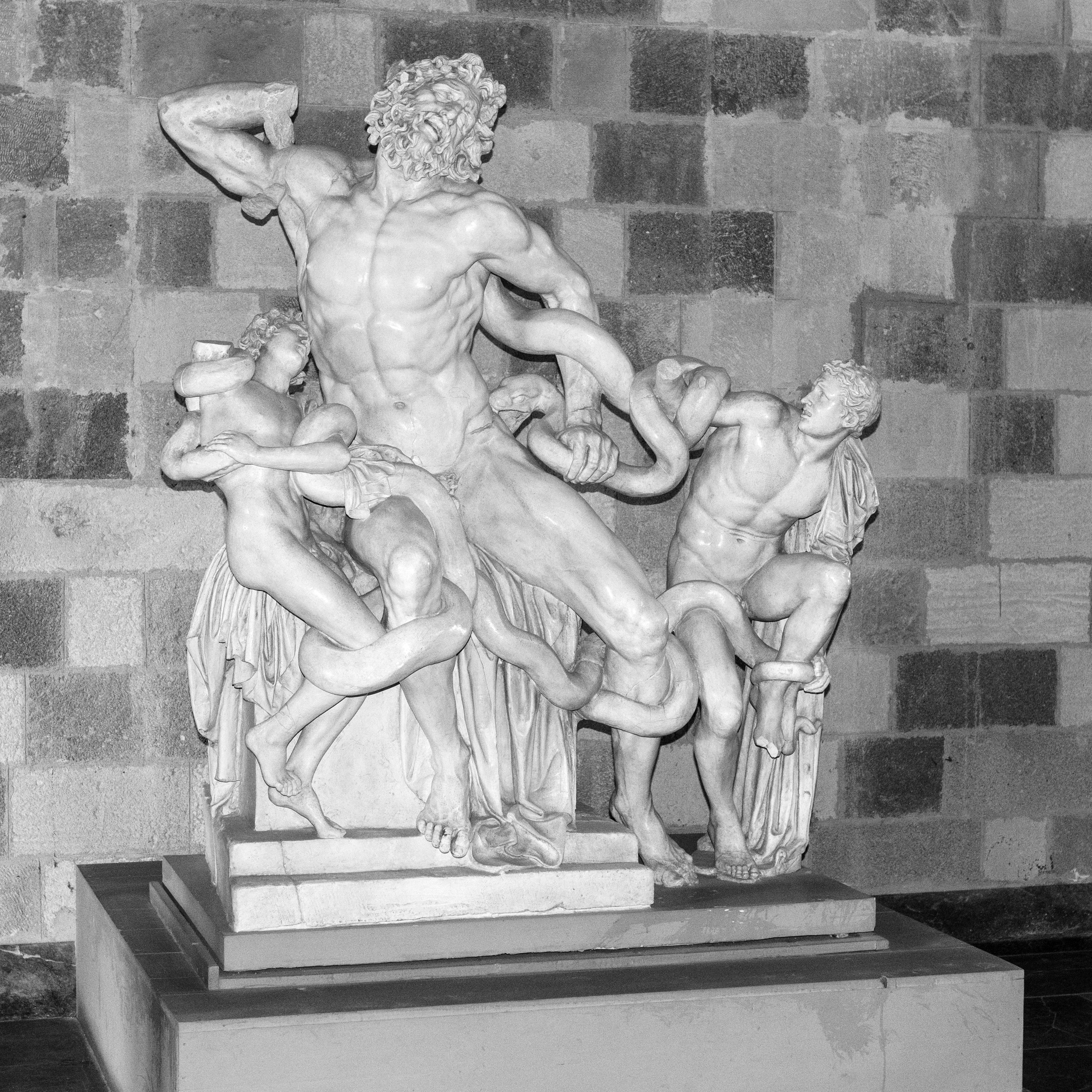
Interiör från Stormästarens palats i Rhodos
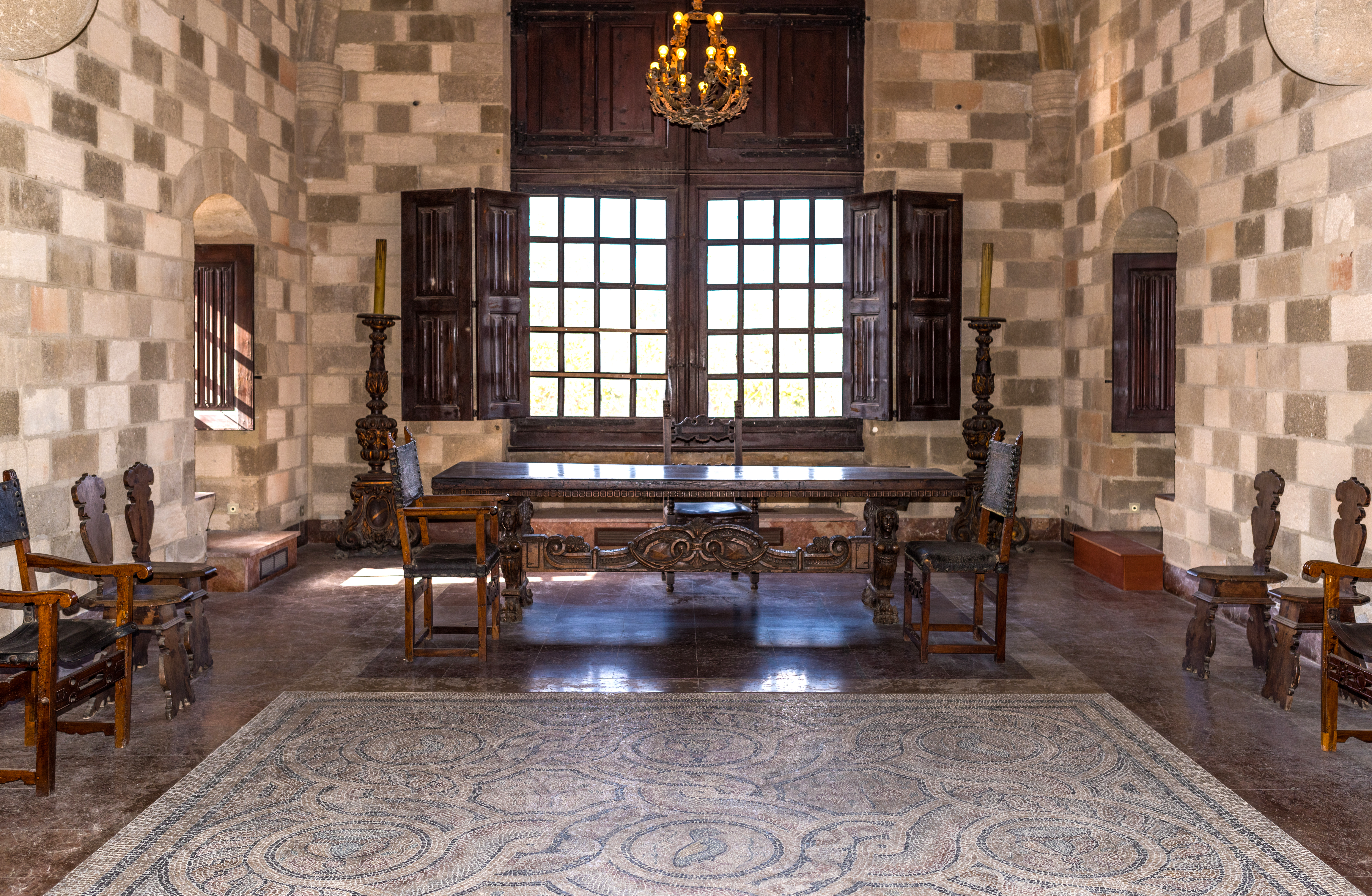
Interiör från Stormästarens palats i Rhodos
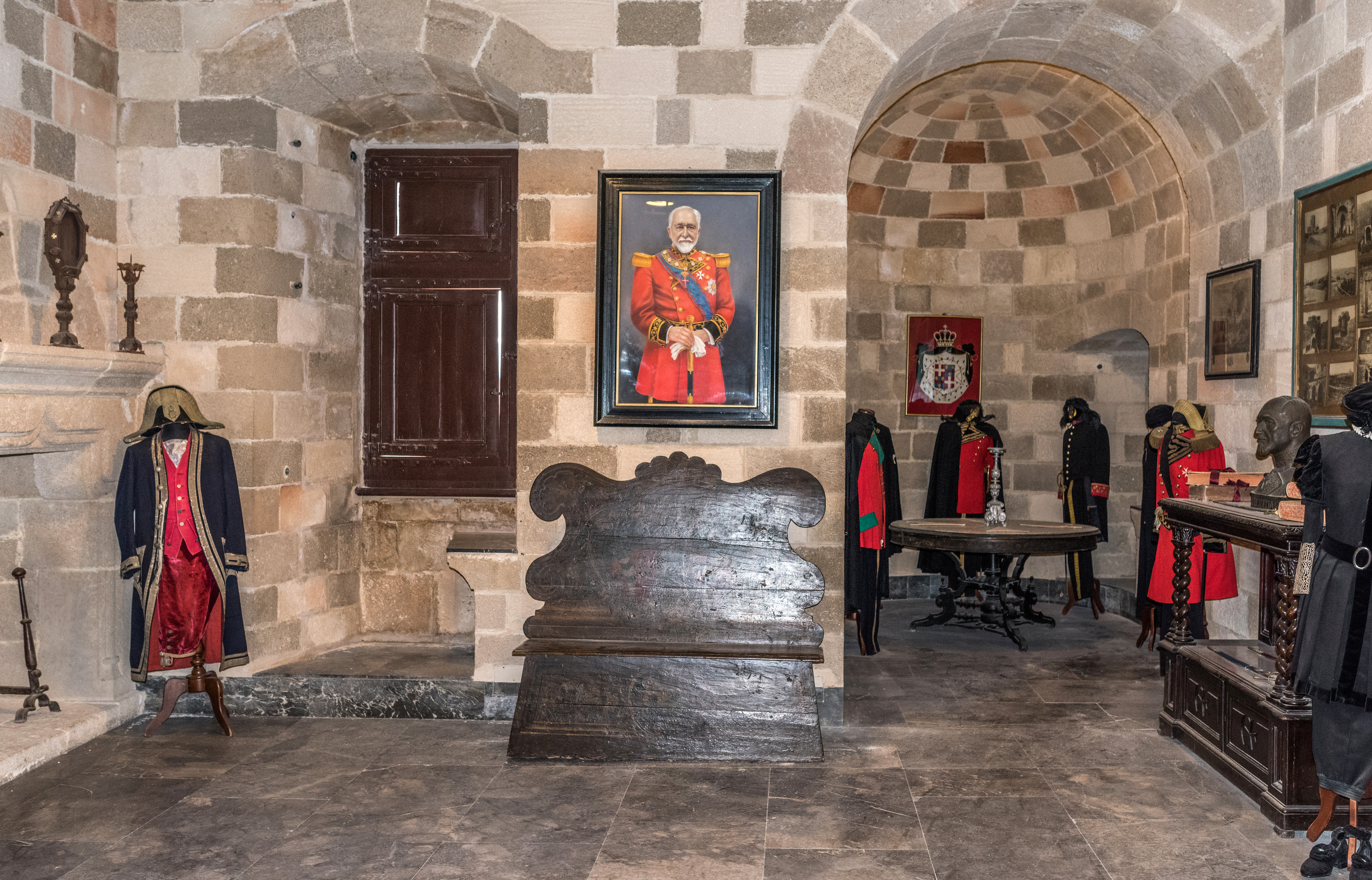
Interiör från Stormästarens palats i Rhodos
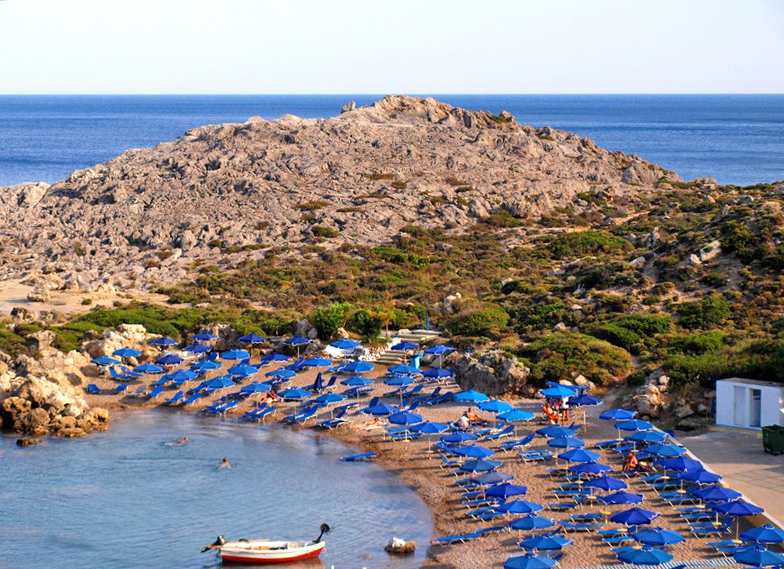
Przylądek ladiko
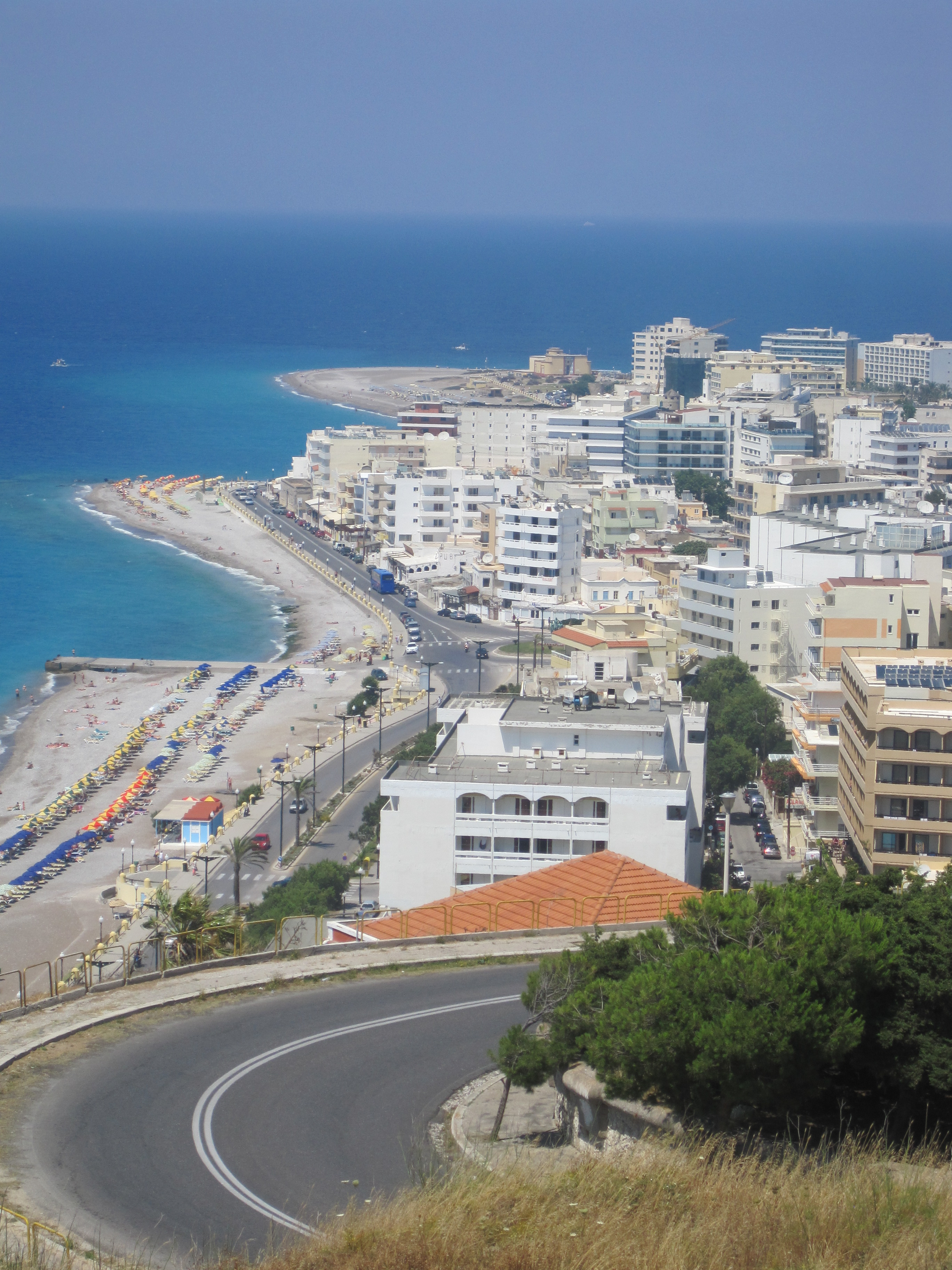
Rhodos från Monte-Smith-berget
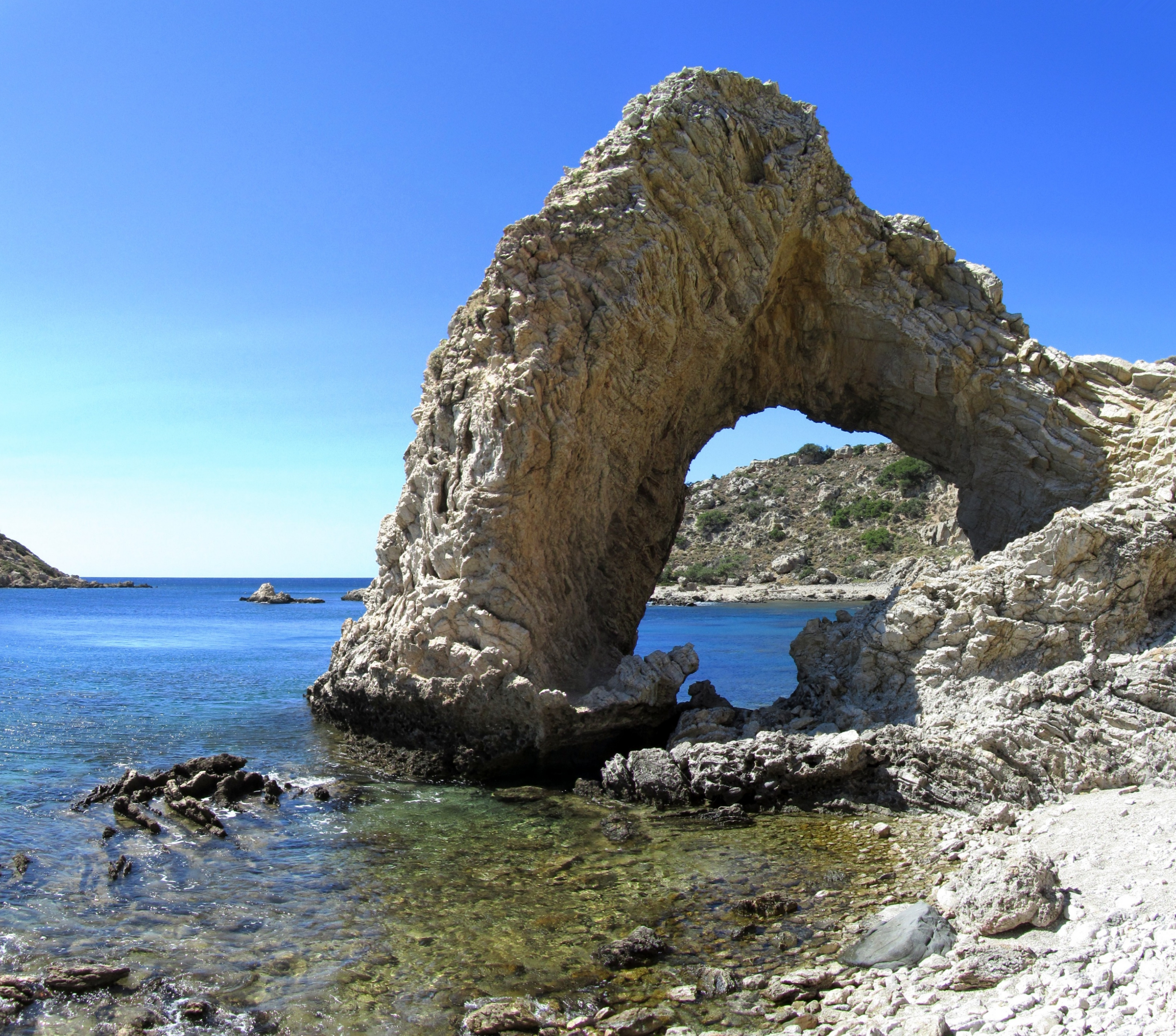
Stegna Felsentor, Felsenbågen
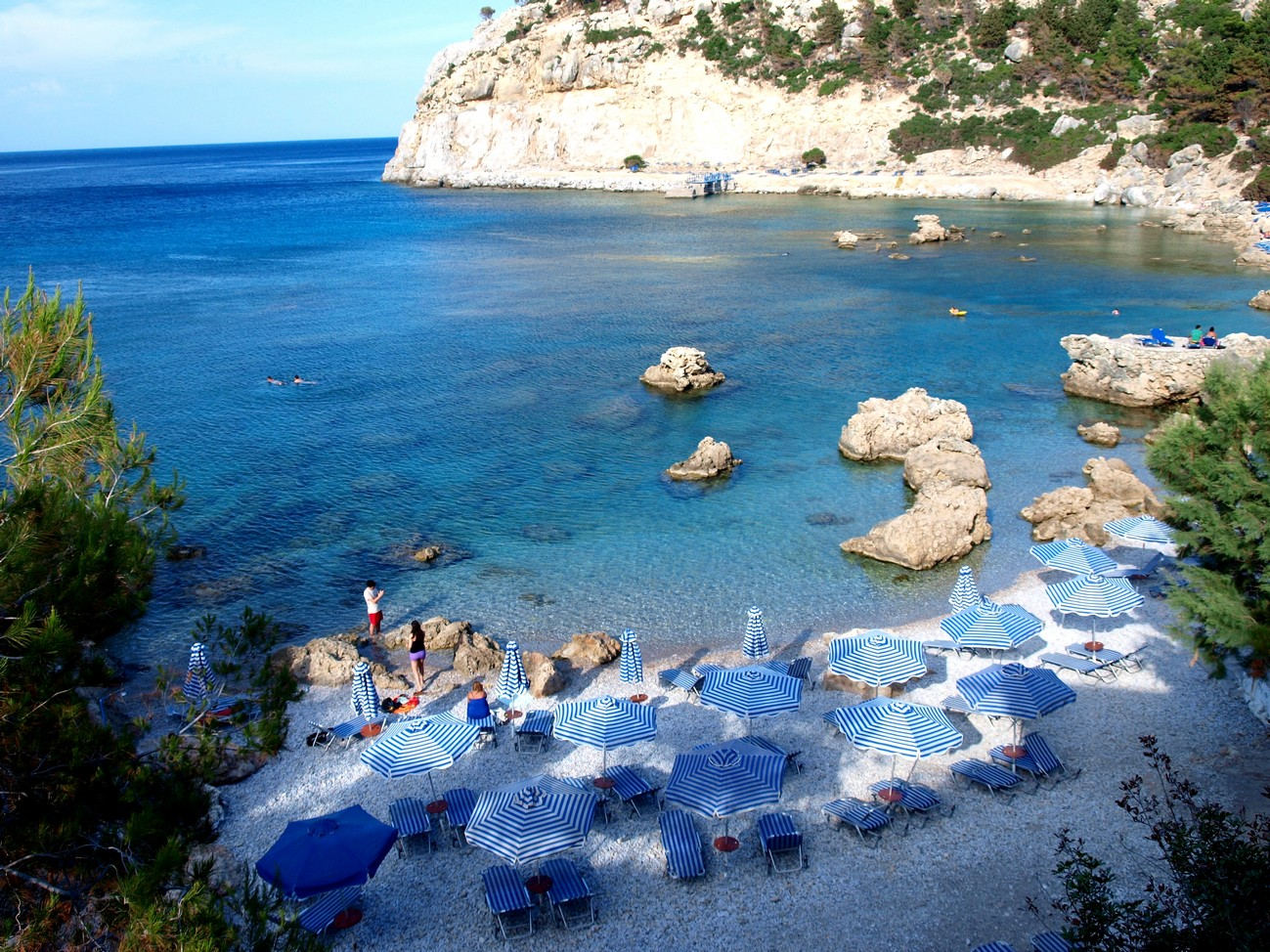
Zat Anthonnys Queen
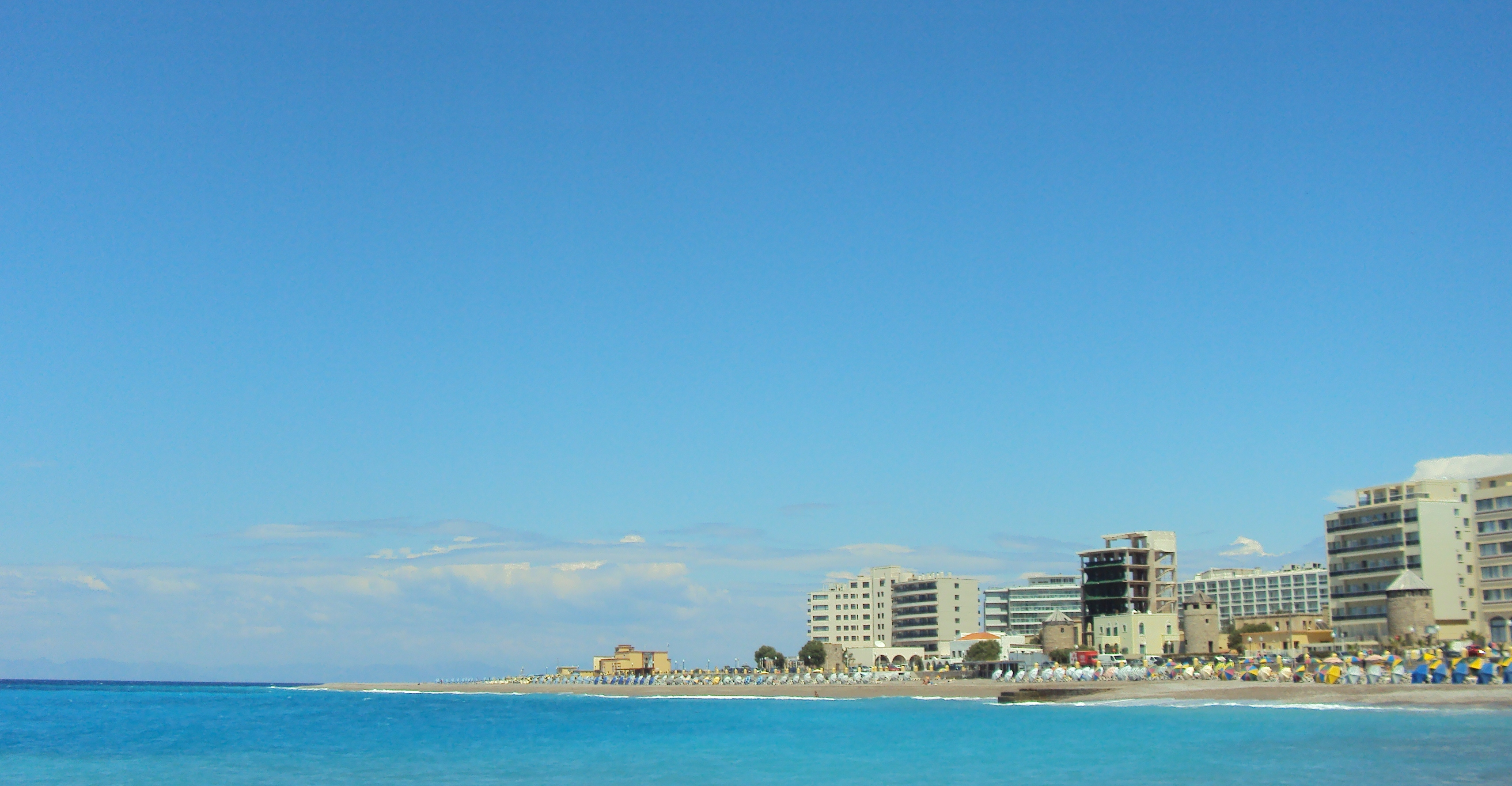
Rhodos Miss la Vita